# Montrose Phinn
Montrose Phinn, né le 25 novembre 1987, est un footballeur international jamaïcain.

## Carrière
Phinn débute dans le club du Harbour View avec qui il remporte le championnat jamaïcain en 2010. En 2011, il fait ses débuts en équipe nationale.

## Palmarès
- Champion de Jamaïque en 2010 et 2013 avec Harbour View